# Bittacus chevalieri
Bittacus chevalieri is een schorpioenvlieg uit de familie van de hangvliegen (Bittacidae). De wetenschappelijke naam van de soort is voor het eerst geldig gepubliceerd door Navás in 1908.
De soort komt voor in Djibouti, Mali, Senegal en Tsjaad.